# Mestský športový štadión Žarnovica
Mestský športový štadión Žarnovica – stadion piłkarsko-żużlowy w Žarnovicy, na Słowacji. Został otwarty w 1953 roku. Może pomieścić 15 000 widzów. Użytkowany jest przez żużlowców klubu SC Žarnovica oraz piłkarzy drużyny MFK Žarnovica. Długość toru żużlowego na stadionie wynosi 400 m, jego szerokość na prostych to 13 m, a na łukach – 18 m.
Stadion powstał w 1953 roku. Początkowo obiekt posiadał jedynie drewnianą trybunę mieszczącą 400 widzów. Obecnie jego pojemność wynosi 15 000 widzów, z czego 7000 miejsc jest siedzących. Od 1985 roku, kiedy to wyłączono z użytkowania tor żużlowy na stadionie w Zohorze, jest to jedyny stadion żużlowy na Słowacji.